# إيمان الحداد (مخرجة)
إيمان الحداد هي مخرجة مصرية، شاركت بالعديد من الأعمال الفنية المتنوعة بين السينما والتلفزيون، ومن أبرز مسلسلاتها: (زواج بالإكراه، قصة حب، أبيض وأسود تاني).

## من اعمالها
- عبود على الحدود 1999.
- المرأة والساطور 1996.
- أحلام صغيرة 1993.
- الكنز 1993.
- إنذار بالطاعة 1993.
- صائد الأحلام 1988.